# Pivot Stickfigure Animator
Pivot Stickfigure Animator ist ein einfacher, Bild-für-Bild-Strichmännchen-Animator, der von Peter Bone mit der Entwicklungsumgebung Delphi programmiert wurde. Die Strichmännchen werden durch so genannte Pivot-Punkte bewegt, danach wird ein Button aktiviert, der ein neues Bild erzeugt. Danach bewegt man das Strichmännchen wieder, erzeugt ein neues Bild, bewegt das Strichmännchen usw. Dieses Prinzip erspart es dem Benutzer, die Bilder immer neu zu zeichnen, wie es bei EasyToon oder Adobe Flash üblich ist.
Die einfach zu bedienende und kostenlose Software wird u. a. im Schulunterricht genutzt.

## Features
Version 2.24, das letzte öffentliche Release, erlaubt es dem Benutzer, eigene Strichmännchen zu erstellen, sie im STK-Format abzuspeichern und sie im Internet zu veröffentlichen. Die Strichmännchen selbst können vergrößert und verkleinert werden, in eine höhere oder tiefere Ebene gesetzt werden, in alle Richtungen verschoben werden und auch verschiedene Farben haben. Hintergründe im JPEG- oder BMP-Format können eingefügt und in der Animation benutzt werden. Animationen, die mit dem Programm erstellt wurden, können im PIV-Format (kann nur vom Animator gelesen werden) und GIF-Format gespeichert werden. Normalerweise speichern die "Regisseure" die Animationen als GIF ab, so können auch Leute, die das Programm nicht besitzen, die Animationen anschauen. Animationen, die als PIV gespeichert worden sind, können wieder in den Animator geladen und bearbeitet werden, was bei den GIF-Bildern nicht der Fall ist.
Eine neuere Version, Version 3.1 Beta, wurde in der MSN-Gruppe des Programmierers angeboten, die jetzt allerdings nicht mehr existiert. Version 3.1 enthält noch einige Bugs, doch diese wollte der Autor in der finalen Version beseitigen. Allerdings wird es voraussichtlich keine offizielle neue Version des Animators geben. Eine Pivot-Fancommunity übersetzte den Animator ins Deutsche und änderte das Design. Neue Funktionen haben diese Versionen allerdings nicht.
In Version 3.1 wurde geplant, die Animationen nicht nur als GIF und PIV abspeichern zu können, sondern auch in dem Filmformat AVI. Sie hat auch die neue Option, so genannte Sprites in die Animation einzufügen. Das heißt, man kann jede beliebige BMP-Datei einfügen, sie drehen, vergrößern, verschieben und wie die Strichmännchen in der Animation benutzen. Auch die Hintergrundoptionen wurden verändert. Man kann jetzt nicht nur einen, sondern mehrere Hintergründe laden und sie über ein Menü während des Films wechseln lassen. Das voreingestellte Strichmännchen wurde auch verbessert, es hat jetzt einen weiteren Pivot-Punkt und einen schwarz ausgefüllten Kopf.
Am 20. Januar 2013 erschien nach einer langen Pause Version 4 als Beta auf der kurz zuvor erstellten neuen Website. Mit einer visuell modernisierten Benutzeroberfläche bietet der neue Animator beispielsweise Funktionen wie die Transparenz, das Verbinden mehrerer Figuren und die Möglichkeit, Kreise zu füllen.

## Versionsgeschichte
- Version 1 2003/2004 - Erlaubte zehn Strichmännchen auf einmal in einem Frame. Stellte noch keine Kontrolle über Ebenen, Farben und Hintergründe zur Verfügung.

- Version 2 2004 - Erlaubte dem Benutzer, Strichmännchen selbst zu erstellen, ihnen Farben zu geben und der Animation einen festen Hintergrund zu verleihen.

- Version 2.2 Juni 2004 - Führte Ebenen ein, in die man die Strichmännchen setzen konnte.

- Version 3.0 Beta 2005 - Erlaubte dem Benutzer, mehrere Hintergründe in einer Animation zu verwenden und zwischen ihnen zu wechseln, Sprites einzufügen, die man in der Animation verwenden konnte, und die Animation als AVI abzuspeichern. Auch das voreingestellte Strichmännchen wurde in dieser Version verändert.

- Version 4 Beta - Figuren können transparent gemacht und aneinandergeklebt werden. Der orange Hauptpunkt jeder Figur kann geändert werden; viele weitere kleinere Features.

Weitere, inoffizielle Versionen wurden von Pivot-Fancommunities weiterentwickelt.